# 트리니타다굴투에비뇰라
트리니타다굴투에비뇰라(Trinità d'Agultu e Vignola, 언어 오류(sdn): Trinitài e Vignòla)는 사르데냐 이탈리아 지역의 사사리도에 있는 코무네 (지방 자치체)로, 칼리아리 북쪽으로 약 200 킬로미터 (120 mi), 올비아 서쪽으로 약 50 킬로미터 (31 mi) 떨어져 있다.
트리니타다굴투에비뇰라는 다음 지방 자치체와 접해 있다: 아주스, 아글리엔투, 바데시, 비달바. 주요 경제 활동은 여름 관광이다.